# Плоцк (Украйна)
Плоцк (на украински: Плоцьк) е село в южна Украйна, в състава на селски съвет Бургуджи в Болградски район на Одеска област. Населението му според преброяването през 2001 г. е 517 души. Населението му според преброяването през 2025 г. е 411 души.

## Население

### Езици
Численост и дял на населението по роден език, според преброяването на населението през 2001 г.:
| Роден език | Численост | Дял (в %) |
| Общо       | 517       | 100.00    |
| Украински  | 418       | 80.85     |
| Руски      | 64        | 12.37     |
| Български  | 26        | 5.02      |
| Молдовски  | 6         | 1.16      |
| Гагаузки   | 2         | 0.38      |
| Други      | 1         | 0.19      |